# Combovin
Combovin – miejscowość i gmina we Francji, w regionie Owernia-Rodan-Alpy, w departamencie Drôme.
Według danych na rok 1990 gminę zamieszkiwało 341 osób, a gęstość zaludnienia wynosiła 10 osób/km² (wśród 2880 gmin regionu Rodan-Alpy Combovin plasuje się na 1289. miejscu pod względem liczby ludności, natomiast pod względem powierzchni na miejscu 159.).